# Guillem II de Santa Coloma
Guillem de Santa Coloma i Biure (?, 1268 - Figuerola, 1310) va ser castlà de Santa Coloma, fill de Guillem de Santa Coloma i Ramona Biure.
El seu pare, Guillem de Santa Coloma, cosí de Pere de Queralt i de Cervelló, mor quan només té nou anys (1277). Malgrat ser un infant, aquest any ja forma part del seguici de Pere el Gran. El 1280 participa en el setge de Balaguer contra els nobles revoltats envers el monarca. Entre 1282 i 1285 segueix a les ordres del monarca, combatent a Sicília sota el comandament de Roger de Llúria.
El 1289, Margelina d’Anglesola l'expulsa del castell de Santa Coloma, on vivia en la condició de castlà, segons el testament de Pere de Queralt, que especificava que hi residís fins que li fos restituïda els diners que se li devien.
Segons Cristòfol Raich, Guillem no resideix a Santa Coloma entre 1290 i 1294. Hi retorna aquest any, però hi resideix poc temps, ja que també participa en la segona guerra entre la Corona d’Aragó i el regne de Sicília (1296-1302).
El 1303 recupera la castlania de Santa Coloma. Possiblement, hi viu fins a gairebé els darrers mesos de vida. Vers aquesta data dona 200 morabatins a Santa Maria de Bell-lloc per fundar el benefici de Sant Pere Apòstol. La vinculació amb el santuari prossegueix, com es testimonia en l’acte de reserva de sepultura al santuari (1307).
L’agost de 1309, el baró Pere de Queralt i d'Anglesola va nomenar Galceran de Miralles com a castlà, desproveint-lo d’aquest càrrec.
Guillem II de Santa Coloma va morir a mitjans de setembre de 1310 a Figuerola.